# سوزان گلسپل
سوزان گلسپل (انگلیسی: Susan Glaspell؛ ۱ ژوئیهٔ ۱۸۷۶ – ۲۷ ژوئیهٔ ۱۹۴۸) یک خبرنگار اهل ایالات متحده آمریکا بود.